# 君という光
『君という光』（きみというひかり）は、GARNET CROWの14枚目のシングル。2003年9月10日にGIZA studioから発売された。

## 解説

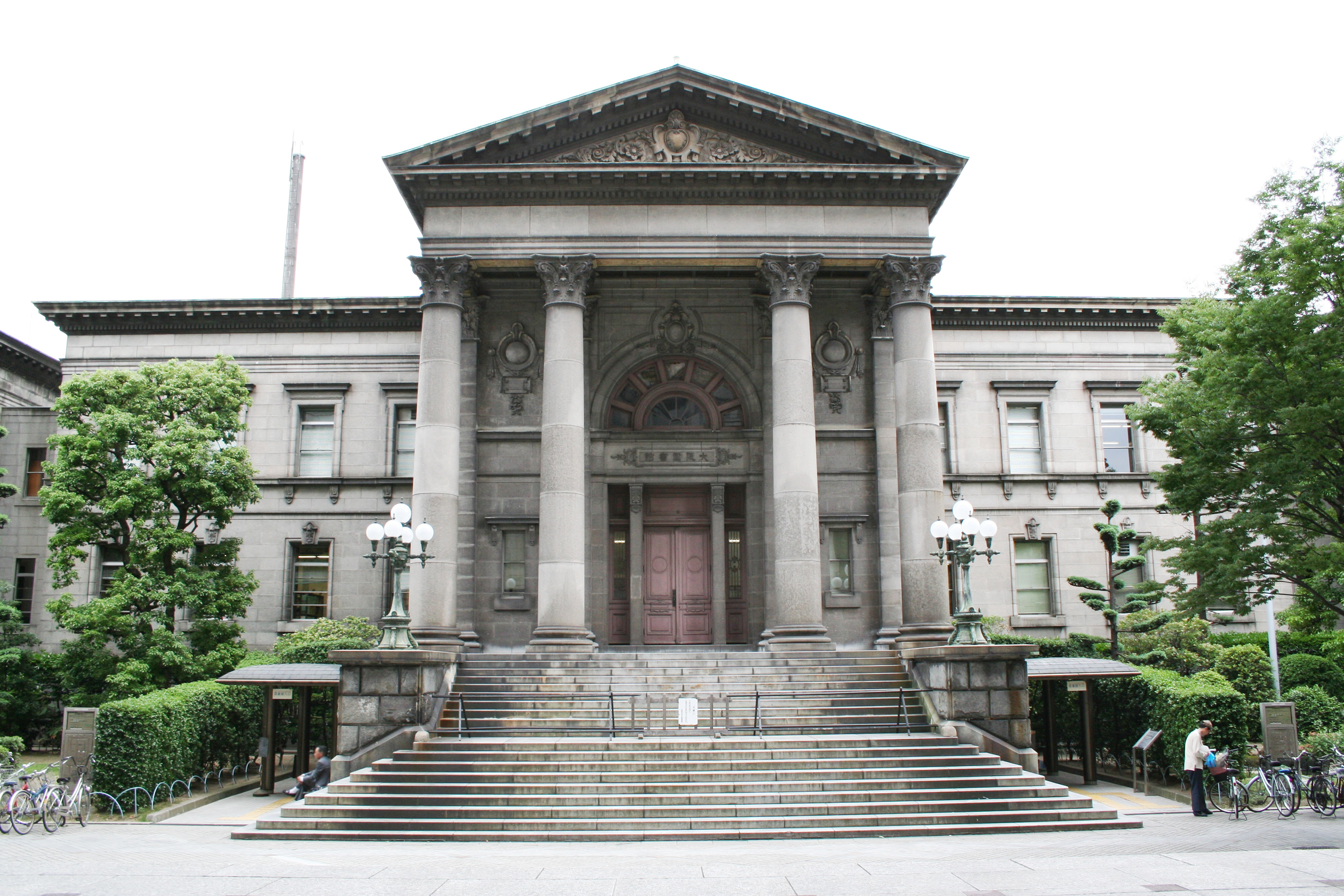
「君という光」のPV撮影が行われた大阪府立中之島図書館

アルバム『Crystallize 〜君という光〜』からの先行シングル。
B面として「夏の終わりの長い雨」「Float world」の2曲が発表されていたが、「夏の終わりの長い雨」のみの収録となり、「Float world」は未収録となった。その後、「Float world」は、アルバム『Crystallize 〜君という光〜』の収録曲として発表されたが未収録となり、15thシングル「僕らだけの未来」のB面に収録曲されている。
4度目の『名探偵コナン』タイアップで、シングル曲としては「夢みたあとで」以来のミディアムバラード。アルバム『Crystallize 〜君という光〜』とライブツアー『livescope 2004 〜君という光〜』は同タイトルをサブタイトルに冠している。
本作のPVは、大阪府立中之島図書館の中央ホール、岸和田市立自泉会館が使用されている。プロモーションとしてはテレビ朝日系「ミュージックステーション」にて歌唱されている。

## 収録曲
1. 君という光
  - 作詞：AZUKI七 / 作曲：中村由利 / 編曲：古井弘人

読売テレビ・日本テレビ系全国ネットアニメ『名探偵コナン』エンディングテーマ[1]
2. 夏の終わりの長い雨
  - 作詞：AZUKI七 / 作曲：中村由利 / 編曲：古井弘人
3. 君という光 (instrumental)

## 収録アルバム
- Crystallize 〜君という光〜（#1）
- THE BEST OF DETECTIVE CONAN 2 〜名探偵コナン テーマ曲集2〜（#1）
- Best（#1）
- THE BEST History of GARNET CROW at the crest...（#1）
- GOODBYE LONELY 〜Bside collection〜 （#2）
- THE ONE 〜ALL SINGLES BEST〜（#1）
- GARNET CROW REQUEST BEST（#1）